# Uraarachne
Uraarachne är ett släkte av spindlar. Uraarachne ingår i familjen krabbspindlar.
Kladogram enligt Catalogue of Life:
| Uraarachne | \| \| Uraarachne longa \| \| \| \| \| \| Uraarachne vittata \| \| \| \| |
|            | \| \| Uraarachne longa \| \| \| \| \| \| Uraarachne vittata \| \| \| \| |
|            | Uraarachne longa                                                        |
|            |                                                                         |
|            | Uraarachne vittata                                                      |
|            |                                                                         |